# Barastre
Barastre és un municipi francès situat al departament del Pas de Calais i a la regió dels Alts de França. L'any 2007 tenia 243 habitants.

## Demografia

### Població
El 2007 la població de fet de Barastre era de 243 persones. Hi havia 96 famílies de les quals 24 eren unipersonals (24 dones vivint soles i 24 dones vivint soles), 24 parelles sense fills, 36 parelles amb fills i 12 famílies monoparentals amb fills.
La població ha evolucionat segons el següent gràfic:
Habitants censats

### Habitatges
El 2007 hi havia 110 habitatges, 95 eren l'habitatge principal de la família, 4 eren segones residències i 10 estaven desocupats. Tots els 109 habitatges eren cases. Dels 95 habitatges principals, 85 estaven ocupats pels seus propietaris, 5 estaven llogats i ocupats pels llogaters i 5 estaven cedits a títol gratuït; 1 tenia una cambra, 2 en tenien dues, 11 en tenien tres, 28 en tenien quatre i 54 en tenien cinc o més. 78 habitatges disposaven pel capbaix d'una plaça de pàrquing. A 43 habitatges hi havia un automòbil i a 44 n'hi havia dos o més.

### Piràmide de població
La piràmide de població per edats i sexe el 2009 era:
| Homes | Edats   | Dones |
| ----- | ------- | ----- |
| 0     | 95 o +  | 0     |
| 0     | 90 a 94 | 0     |
| 0     | 85 a 89 | 0     |
| 0     | 80 a 84 | 0     |
| 8     | 75 a 79 | 8     |
| 8     | 70 a 74 | 20    |
| 4     | 65 a 69 | 12    |
| 8     | 60 a 64 | 0     |
| 4     | 55 a 59 | 4     |
| 0     | 50 a 54 | 12    |
| 16    | 45 a 49 | 4     |
| 8     | 40 a 44 | 4     |
| 8     | 35 a 39 | 16    |
| 4     | 30 a 34 | 0     |
| 16    | 25 a 29 | 12    |
| 4     | 20 a 24 | 8     |
| 12    | 15 a 19 | 4     |
| 12    | 10 a 14 | 4     |
| 12    | 5 a 9   | 0     |
| 12    | 0 a 4   | 0     |

## Economia
El 2007 la població en edat de treballar era de 145 persones, 109 eren actives i 36 eren inactives. De les 109 persones actives 103 estaven ocupades (63 homes i 40 dones) i 6 estaven aturades (3 homes i 3 dones). De les 36 persones inactives 18 estaven jubilades, 9 estaven estudiant i 9 estaven classificades com a «altres inactius».

### Ingressos
El 2009 a Barastre hi havia 100 unitats fiscals que integraven 267 persones, la mediana anual d'ingressos fiscals per persona era de 17.886 €.

### Activitats econòmiques
Dels 4 establiments que hi havia el 2007, 2 eren d'empreses de construcció, 1 d'una empresa d'informació i comunicació i 1 d'una empresa classificada com a «altres activitats de serveis».
Dels 3 establiments de servei als particulars que hi havia el 2009, 2 eren lampisteries i 1 saló de bellesa.
L'any 2000 a Barastre hi havia 13 explotacions agrícoles que ocupaven un total de 384 hectàrees.

## Equipaments sanitaris i escolars
El 2009 hi havia una escola elemental integrada dins d'un grup escolar amb les comunes properes formant una escola dispersa.

## Poblacions més properes
El següent diagrama mostra les poblacions més properes.